# William Eggleston
William Eggleston, född 27 juli 1939 i Memphis, Tennessee, är en amerikansk fotograf.
William Eggleston föddes i staden Memphis, Tennessee men växte upp i Sumner, Mississippi. Hans far var en ingenjör, som hade misslyckats som bomullsodlare. Modern var dotter till en prominent domare. Som pojke var Eggleston inåtvänd och spelade piano, ritade och byggde elektronikbyggsatser. Redan från tidig ålder var han intresserad av visuella medium, han gillade att köpa vykort och att klippa bilder från tidningar.
Eggleston var också intresserad av ljudteknik som barn. Vid 15 års ålder skickades Eggleston till The Webb School, en internatskola i Bell Buckle I delstaten Tennessee. Han hade senare få positiva minnen från skolan. Han berättade för en reporter ”Den hade ett slags spartansk rutin för att ’skapa karaktär’. Jag förstod aldrig vad det var meningen att det skulle betyda. Det var dumt och känslokallt. Det var den sortens ställe där det ansågs feminint att gilla musik och måleri.” Eggleston var ovanlig i det att han förkastade typiska sysselsättningar för män i södern såsom jakt och sport, till förmån för sin konstnärliga strävan och observation av omvärlden.
Eggleston gick på Vanderbilt University i ett år, Delta State College och University of Mississippi (Ole Miss) i ungefär fem år, han tog dock aldrig någon examen. Det var under collegeåren som intresset för fotografi tog rot, under hans första skolår så gav en vän Eggleston en Leica-kamera. På University of Mississippi så tog han bildkurser och introducerades till den abstrakta expressionismen av den gästande konstnären Tom Young.

## Konstnärlig utveckling
Egglestons tidiga bilder inspirades av Robert Frank och Henri Cartier-Bresson’s The Decisive Moment. Han började med att göra svartvita bilder, men runt 1965 började han experimentera med färg, mot sextiotalets slut hade färgdiafilm blivit hans huvudsakliga medium. 
Egglestons utveckling som fotograf skedde i relativ isolering från andra konstnärer. I en intervju beskrev John Szarkowski från New Yorks Museum of Modern Art (MOMA) sitt första möte med den unga William Eggleston som ”helt tagen ur det blå.” Efter att han granskat Egglestons arbeten (vilka han senare mindes bestod av en portfölj full med kopior från snabblabb.) John Szarkowski övertalade den fotografiska kommittén på MOMA att köpa en av Egglestons bilder. 
1970 introducerades Egglestons och Walter Hopps genom en gemensam vän. Hopps var direktör för Concorangalleriet i Washington D.C. Hopps sa senare att Egglestons arbeten slog honom med häpnad: ”Jag hade inte sett något som det tidigare.”
William Eggleston finns representerad vid bland annat Victoria and Albert Museum, Metropolitan Museum, Tate Modern, Museum of Modern Art, Moderna museet, San Francisco Museum of Modern Art, Museo Reina Sofía, Cleveland Museum of Art, Nelson-Atkins Museum of Art, Whitney Museum of American Art, Art Institute of Chicago, Minneapolis Institute of Art, Smithsonian American Art Museum, Philadelphia Museum of Art, National Gallery of Art och Saint Louis Art Museum